# Philippe Ballard
Pour les articles homonymes, voir Ballard.
Philippe Ballard, né le 24 novembre 1960 à Champigny-sur-Marne (Seine), est un journaliste et homme politique français.
Adjoint au maire du Plessis-Trévise de 1989 à 2008, il devient membre du Rassemblement national (RN) en 2020 et est élu député dans la deuxième circonscription de l'Oise lors des élections législatives de 2022.

## Biographie

### Naissance et formation
Philippe Ballard naît le 24 novembre 1960 à Champigny-sur-Marne. Il sort diplômé de l'École de publicité, presse et relations publiques (EPPREP) en 1981.

### Carrière dans la radio et la télévision
Il collabore d'abord à Sud Radio (1986-1987), France Info (1987-1990) et RTL (1990-1994),,,.
Philippe Ballard intègre LCI en 1994. Il y présente des émissions politiques,,, des éditions spéciales (comme lors d'attentats, du mariage du prince William et de Kate Middleton ou de l’élection présidentielle américaine de 2008) et des journaux télévisés,,. Il quitte LCI fin 2020 pour se lancer en politique.

### Engagements syndicaux et politiques
Il est sympathisant du Front national de Jean-Marie Le Pen à partir du début des années 1980, réalité qu'il dissimule à son entourage professionnel jusqu'au jour même de l'annonce de sa candidature pour le RN (en 2021).
Responsable syndical CFTC, il participe de 2014 à 2015 au combat contre la fermeture de LCI,,,.
Entre 1989 et 2008, il est adjoint au maire (sans étiquette) du Plessis-Trévise, au côté de Jean-Jacques Jégou (UDF), mandat qu'il délaisse progressivement, jusqu'à ne plus siéger à partir de septembre 2005.
En septembre 2020, il adhère au Rassemblement national (RN). Il est candidat sur la liste du RN conduite par Jordan Bardella aux élections régionales de 2021 en Île-de-France,.
Il se montre en 2021 rétif à l’allongement du délai d’interruption volontaire de grossesse de 12 à 14 semaines, estimant que « l'embryon a des perceptions, ce n'est pas une tête d'épingle ».
Il est candidat RN aux élections législatives de 2022 dans la deuxième circonscription de l'Oise. Il est élu député au second tour avec 55,83 % des suffrages exprimés.
En mars 2023, Challenges indique qu'il a recruté Marie-Christine Baudin, la mère de Sébastien Chenu, comme assistante parlementaire, alors que celle-ci est âgée de soixante-quinze ans,.
Il démissionne de son mandat de conseiller régional d'Île-de-France le 30 juin 2023, laissant sa place à Pierre-Romain Thionnet, directeur national du Rassemblement national de la jeunesse (RNJ).
Aux élections législatives de 2024, il est candidat dans la même circonscription qu'en 2022. Il est réélu dès le premier tour avec 53,20 % des voix. Le 20 juillet 2024, il est élu vice-président de la commission des Affaires culturelles et de l'Éducation de l'Assemblée nationale.